# Magreta
Magreta (Magrêda in dialetto modenese, Magrèida in dialetto reggiano) è una frazione di 4 505 abitanti nel comune di Formigine, in provincia di Modena. Magreta fa parte insieme ad altre località del Distretto Ceramico Modenese, ed è nella zona di produzione dell'Aceto Balsamico di Modena e del Parmigiano Reggiano DOP.

## Geografia fisica
Magreta è situata nella zona pedemontana della provincia di Modena; dista 12 km da Modena, 23 km dalla vicina Reggio Emilia, 61 km da Bologna. A Ovest del centro abitato passa la Sp 15, provinciale che inizia a Sassuolo, ed ha fine sulla SS 9 (via Emilia); dista 11 km dal casello autostradale (A1-A22).

## Storia
L'abitato di Magreta ha origine nel IX secolo. Qui risiedeva una nobile famiglia, i Da Magreda, che iniziarono a partecipare alla politica, e ad interessarsi degli affari del comune di Modena. Nell'XI secolo iniziarono le rivalità tra Modena e Reggio Emilia, per la divisione e gli usi delle acque del fiume Secchia a Ovest di Magreta. In un documento datato 14 aprile 1191, viene riportato che il nobile Cacciaguerra, già signore di Magreta, titolo che aveva ereditato dal defunto padre biologico, prestò giuramento assieme al fratello Guido e divenne signore di Sassuolo. Cacciaguerra e Guido sono citati come figli di una certa Agnese e del marito Ugo da Montemagno, un potente nobile modenese, ma in realtà erano appunto figli del compianto signore di Magreta, primo marito di Agnese. Ciò proverebbe, sempre secondo le fonti a disposizione, che i signori di Magreta e quelli di Sassuolo appartenevano alla stessa casata. I Da Magreda avevano anche un castello che poi vendettero a Nicolo III d'Este, che lo donò a sua figlia Margherita.
Di questo castello sono presenti le mura, sotterranee all'oratorio di Santa Maddalena di Canossa. Del castello di Magreta è presente un affresco nel castello di Fiorano Modenese.
Nel 2011 durante la ristrutturazione della chiesa parrocchiale sono venuti alla luce alcuni reperti e oggetti medievali, ed uno scheletro appartenente a don Ludovico Antonio Bartolamasi, rettore della Chiesa.

## Monumenti
Tra i vari monumenti si annoverano:
- La chiesa parrocchiale dedicata alla Natività di Maria Santissima.
- L'oratorio parrocchiale dedicato a Santa Maddalena di Canossa e parte di ciò che rimane del Castello di Magreta.
- La torre del Colombarone risalente al periodo medioevale poi utilizzata dai Pio di Savoia di Carpi nel '500, adiacente si trova la cappella sconsacrata dedicata a San Antonio da Padova, in uso fino al 1990.
- La cappella dedicata a San Gaetano da Thiene, in località case San Gaetano.
- Oratorio settecentesco situato in via Mazzacavallo dedicato a San Faustino e Giovita. È la prima Chiesa di Magreta, bruciata dai soldati spagnoli nel '500.
- La cappella di Tabina.
- Villa Carbonieri, in passato delle famiglie Spezzani e Cionini, situata in via Fossa.
- Villa Palmieri, situata in via Mazzacavallo.
- Villa Poli, situata in via Marzaglia.
- Oratorio del Cantone dedicato a san Francesco di Sales, costruito da Don Girolamo Gibertini.
- Casa Gibertini, residenza di Don Girolamo Gibertini casa del '500 in passato ha ospitato un convento di suore e frati; si trova sulla Via Marzaglia.
- Torre del Cantone del '500 voluta dai Pio di Savoia di Carpi.

## Eventi
- Sagra parrocchiale della Natività di Maria Santissima, della durata di 4-5 giorni; liturgie dedicate alla Madonna, con processione per le vie del paese.
- Sagra del Colombarone, serata in aperta campagna tra le balle di fieno, con crescentine modenesi e gnocco fritto.
- Magreta in festa, 10-12 serate di festa con spettacoli di tutti i generi, con la partecipazione della compagnia teatrale locale.
- Sagra di San Gaetano da Thiene, nei pressi di case San Gaetano, in Magreta.

## Sport
A Magreta si praticano numerosi sport, come il calcio, la pallavolo, il basket e l'equitazione. Sono presenti tre palestre, due campi da calcio, uno da beach volley e uno da calcetto in erba sintetica, un impianto equestre con campi outdoor e indoor, per equitazione all'inglese ed americana.
La squadra di pallavolo femminile, dopo essere stata promossa in Serie D nella stagione 2013/14, ha ottenuto la seconda promozione consecutiva nella stagione 2014/15, vincendo il proprio girone, ed approdando in Serie C.
La squadra di calcio della città milita in Terza Categoria.

## Ambiente
A Ovest di Magreta passa il fiume Secchia, e da qui nasce un parco fluviale ricco di flora e fauna chiamato Oasi del Colombarone, comodo e raggiungibile anche in auto.